# هیلدریتسهاوزن
هیلدریتسهاوزن (به آلمانی: Hildrizhausen) یک شهر در آلمان است که در Böblingen واقع شده‌است.
 هیلدریتسهاوزن  ۳٬۶۰۷ نفر جمعیت دارد.